# Cyrtopogon profusus
Cyrtopogon profusus là một loài ruồi trong họ Asilidae. Cyrtopogon profusus được Osten-Sacken miêu tả năm 1877. Loài này phân bố ở vùng Tân Bắc giới.